# エリザベス級戦列艦
エリザベス級戦列艦 (英: Elizabeth class ships of the line) は、トーマス・スレード設計のイギリス海軍の74門3等戦列艦。

## 同型艦
| 艦名                 | 造船所                           | 発注           | 進水           | その後     |
| -------------------- | -------------------------------- | -------------- | -------------- | ---------- |
| エリザベス           | ポーツマス工廠                   | 1765年11月6日  | 1769年10月17日 | 1797年解体 |
| レゾリューション     | デットフォード工廠               | 1766年9月16日  | 1770年4月12日  | 1813年解体 |
| カンバーランド       | デットフォード工廠               | 1768年6月8日   | 1774年3月29日  | 1804年解体 |
| ベリック             | ポーツマス工廠                   | 1768年10月12日 | 1775年4月18日  | 1805年難破 |
| ボンベイ・キャッスル | ペリー造船所（ブラックウォール） | 1779年7月14日  | 1782年6月14日  | 1796年難破 |
| パワフル             | ペリー造船所（ブラックウォール） | 1780年7月8日   | 1783年4月3日   | 1812年解体 |
| デファイアンス       | ランデール造船所（ロザーハイス） | 1780年7月11日  | 1783年12月10日 | 1817年解体 |
| スウィフトシャー     | ウェルズ造船所（デットフォード） | 1782年6月19日  | 1787年4月4日   | 1816年解体 |